# Рупф, Ойген
Ойген Рупф (нем. Eugen Rupf; 19 июня 1914 — 29 августа 2000) — швейцарский футболист и футбольный тренер, играл на позиции нападающего. Участник чемпионата мира 1938 года.

## Биография

### Клубная карьера
В течение пяти сезонов Рупф играл за «Грассхоппер», в составе которого выиграл 2 чемпионских титула и 3 Кубка Швейцарии.
В 1940 году перешёл в «Берн», в составе которого отыграл один сезон. В 1941 году перешёл в «Базель», в котором также был и играющим тренером.
В 1943 году вернулся в «Грассхопер», в котором отыграл два сезона и в 1945 году завоевал третий чемпионский титул в карьере.

### Карьера в сборной
Дебютировал за сборную Швейцарии 21 февраля 1937 года в товарищеском матче со сборной Чехословакии — Швейцария проиграла ту встречу со счётом 3:5.
Входил в состав сборной Швейцарии на чемпионате мира 1938 года, но на поле не выходил. Всего за сборную Швейцарии сыграл 6 матчей и забил 1 гол.

### Смерть
Скончался 29 августа 2000 года в возрасте 86 лет.

## Достижения
«Грассхоппер»
- Чемпион Швейцарии (3): 1936/37, 1938/39, 1944/45
- Обладатель Кубка Швейцарии (3): 1936/37, 1937/38, 1939/40